# Райківка
Райківка — один із найстаріших парків Бродів, закладений на початку XIX століття, а також народна назва сучасного майдану Свободи.

## Історія
У XVIII столітті тут було засновано Новоміську площу, а на початку XIX століття за ініціативи бургомістра Бродів Йозефа Роєка було закладено міський парк. Саме за прізвищем засновника парк називали «Роєківка», яка з часом трансформувалася у сучасну назву — «Райківка».    
До наших днів збереглося зображення парку на літографії Карела Ауера, що виготовленій у середині 1830-х років. Це перше відоме зображення Бродів.    
11 вересня 1898 року у південно-західній частині парку Райківка був встановлений пам'ятник Юзефові Коженьовському, роботи скульптора Антонія Попеля, що стояв до середини 1940-х років, та був демонтований радянською владою. Натомість у 1950-х роках в центрі парку був встановлений найбільший у Західній Україні пам'ятник Володимиру Леніну. За часів незалежної України пам'ятник Леніну демонтовано, а на його місці у 1993 році встановлено пам'ятник Жертвам більшовицьких репресій.
На початку ХХІ століття відновлена годинникова вежа.

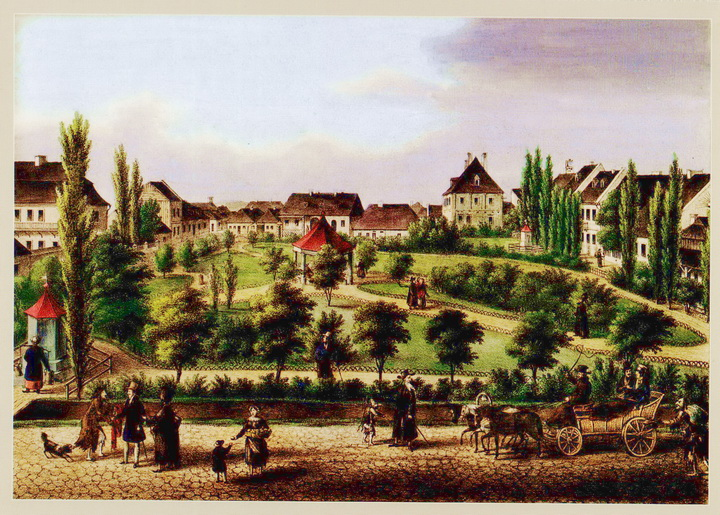
Новий ринок у Бродах. Літографія Карела Ауера (1830)
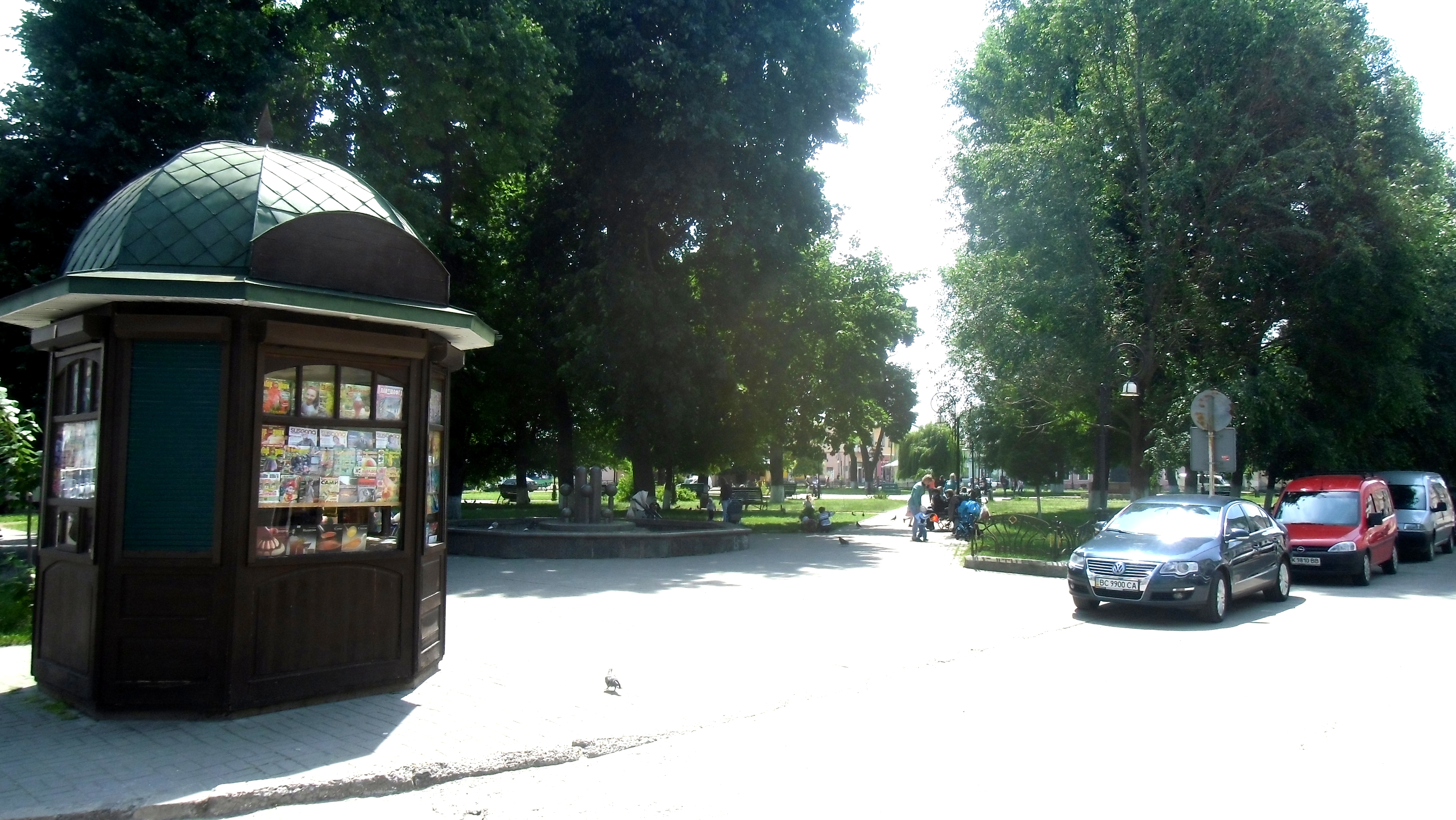
Парк «Райківка»
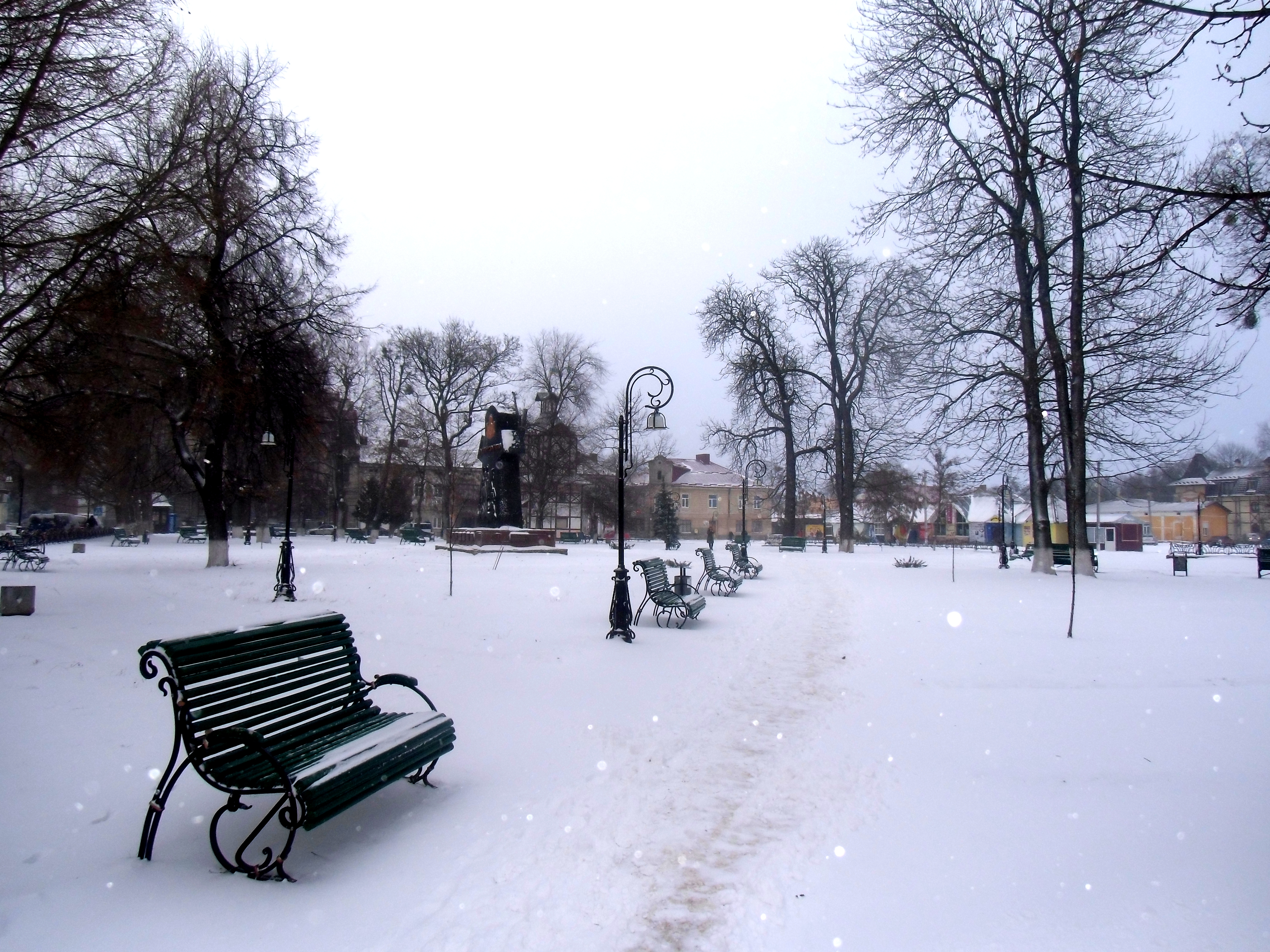
Парк «Райківка»
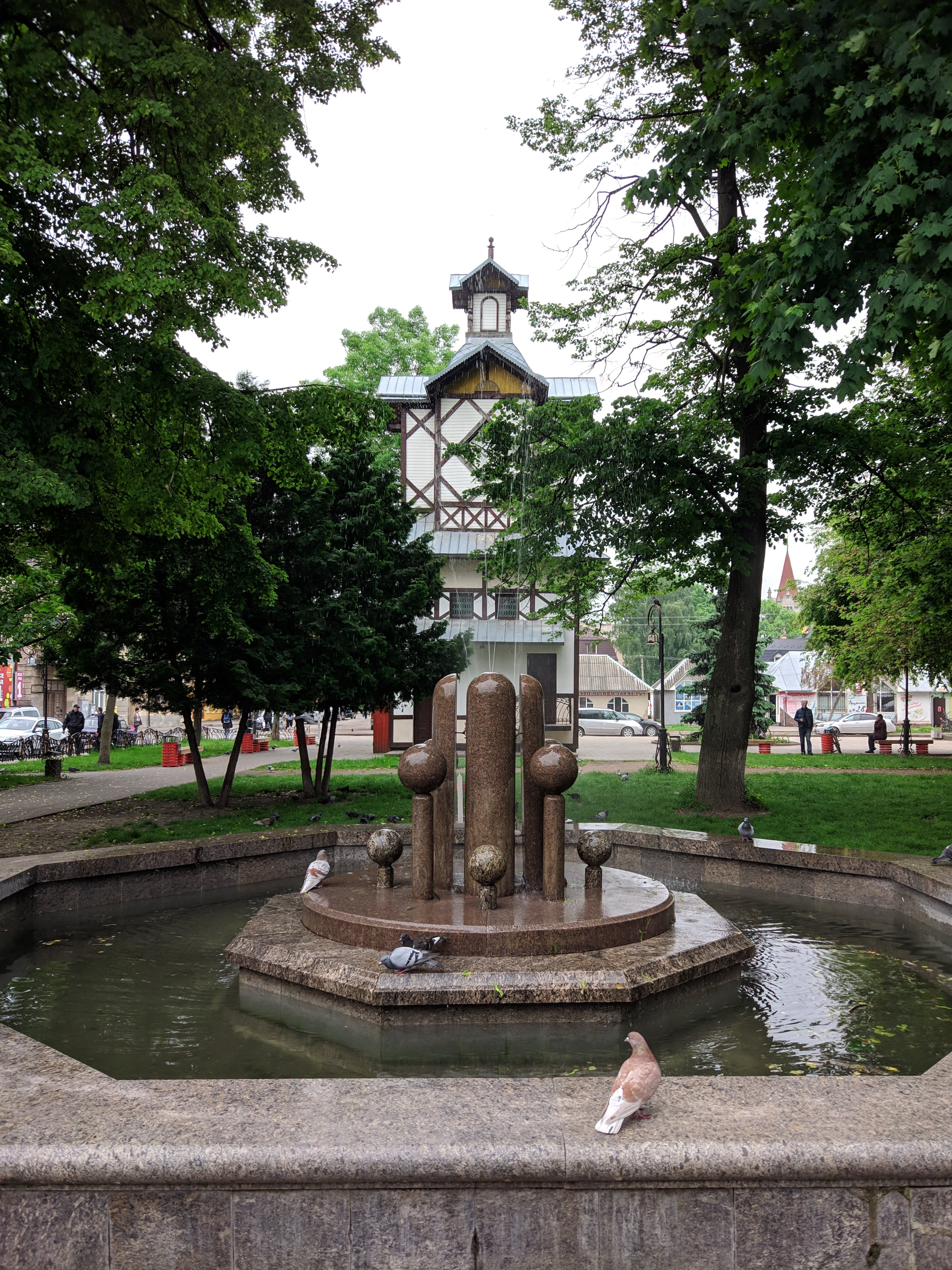
Фонтан (на задньому плані — Годинникова вежа)